# ایوان ککویویچ
ایوان ککویویچ (انگلیسی: Ivan Kecojević؛ زادهٔ ۱۰ آوریل ۱۹۸۸) بازیکن فوتبال اهل مونته‌نگرو است که در پست دفاع وسط بازی می‌کند.
او که در بار متولد شد، بازی را در باشگاه زادگاهش اف‌کی مورنار آغاز کرد.
وی همچنین در تیم‌های ملی فوتبال زیر ۲۱ سال مونته‌نگرو و مونته‌نگرو بازی کرده‌است.